# Ley de Okun

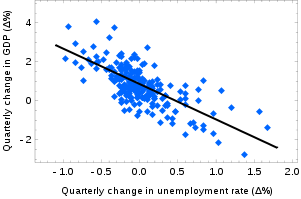
Gráfica de los Estados Unidos datos trimestrales (no anualizada) de 1947 a 2002 estima una forma de la versión diferencia de la ley de Okun:% de cambio PNB = 0,856-1,827 * (Cambiar Tasa de desempleo). R ^ 2 de 0.504. Diferencias con otros resultados se deben en parte a la utilización de los datos trimestrales.

La llamada ley de Okun es una observación empírica que señala la correlación existente entre los cambios en la tasa de desempleo y el crecimiento de una economía. Fue propuesta en 1962 por el economista estadounidense Arthur Okun en el artículo "Potential GNP: Its Measurement and Significance".
Okun señaló que para mantener los niveles de empleo, una economía necesitaba crecer cada año entre el 2,6% y el 3%. Cualquier crecimiento inferior significaba un incremento del desempleo debido a la mejora de la productividad. La ley de Okun señala además, que una vez mantenido el nivel de empleo gracias al crecimiento del 3%, para conseguir disminuir el desempleo es necesario crecer dos puntos porcentuales por cada punto de desempleo que se quiera reducir.
Esta "ley", es solo una observación empírica, ya que no es posible demostrarla. Okun se basó en datos de los años 1950 en Estados Unidos, y además avisó que esta teoría solo es efectiva cuando la tasa de desempleo está entre el 3 y 7,5 %. A pesar de eso, la regla se ha cumplido aproximadamente en la mayoría de casos, y por eso es considerada como una observación muy fiable en macroeconomía. El porcentaje exacto depende del período y país considerados, aunque lo normal es que esté alrededor del 2,5 % (entre 2 y 3). El hecho de que el coeficiente no sea predecible hace que algunos consideren a esta regla poco apropiada.

## Formulación matemática de la observación de Okun
La ley de Okun puede ser expresada en la siguiente forma:
| Símbolo                         | Nombre                                                                            |
| ------------------------------- | --------------------------------------------------------------------------------- |
| {\displaystyle {\overline {Y}}} | PIB natural o producción potencial                                                |
| {\displaystyle Y}               | PIB real                                                                          |
| {\displaystyle {\overline {u}}} | Tasa natural de desempleo                                                         |
| {\displaystyle u}               | Tasa real de desempleo                                                            |
| {\displaystyle c}               | Factor que relaciona los cambios en el desempleo con los cambios en la producción |

La ley de Okun tal como se ha mostrado antes es difícil de usar en la práctica porque {\displaystyle {\overline {Y}}} y {\displaystyle {\overline {u}}}
pueden ser solo estimados, nunca medidos. Una forma más corriente de expresar la ley, expresada en forma de tasa de crecimiento de la ley de Okun, relaciona los cambios en la producción con los cambios en el desempleo:
| Símbolo                  | Nombre                                                                            |
| ------------------------ | --------------------------------------------------------------------------------- |
| {\displaystyle Y}        | PIB real                                                                          |
| {\displaystyle \Delta Y} | Cambio en la producción real desde un año al siguiente                            |
| {\displaystyle \Delta u} | Cambio en el desempleo real desde un año al siguiente                             |
| {\displaystyle c}        | Factor que relaciona los cambios en el desempleo con los cambios en la producción |
| {\displaystyle k}        | Porcentaje anual de crecimiento de la producción de pleno empleo                  |

En los momentos actuales[¿cuándo?] en Estados Unidos, que es aproximadamente 3% y c está alrededor de 2, así que la ecuación puede ser expresada 
{\displaystyle \Delta Y/Y=3-2\Delta u\,}

## Relación Imperfecta
La ley de Okun se llama con más precisión "regla de Okun de oro", ya que es principalmente una observación empírica más que un resultado derivado de la teoría. La ley de Okun es aproximada porque los factores distintos del empleo (como la productividad) afectan a la producción. En la declaración original de Okun de su ley, aumento del 2% de la producción corresponde a una disminución del 1% en la tasa de desempleo cíclico; un aumento del 0,5% en la tasa de actividad; un aumento del 0,5% en las horas trabajadas por los empleados; y un aumento del 1% de la producción por las horas trabajadas (productividad laboral).
La ley de Okun establece que un aumento de un punto en la tasa de desempleo cíclico se asocia con dos puntos porcentuales de crecimiento negativo del PIB real. La relación varía en función del país y período de tiempo considerado.
La relación ha sido probado mediante la regresión del PIB o el crecimiento del PIB en el cambio en la tasa de desempleo. Martin Prachowny calcula sobre una disminución del 3% en la producción por cada aumento del 1% en la tasa de desempleo. Sin embargo, argumentó que la mayor parte de este cambio en la producción se debe en realidad a los cambios en factores distintos al del desempleo, como la utilización de la capacidad y las horas trabajadas. La celebración de estos otros factores constantes reduce la asociación entre el desempleo y el PIB de alrededor del 0,7% por cada 1% de variación en la tasa de desempleo (Prachowny 1993). La magnitud de la disminución parece estar disminuyendo con el tiempo en los Estados Unidos. De acuerdo con Andrew Abel y Ben Bernanke, las estimaciones basadas en datos de años más recientes dan sobre una disminución del 2% en la producción por cada 1% de aumento en el desempleo (Abel y Bernanke, 2005).
Hay varias razones por las que el PIB puede aumentar o disminuir con mayor rapidez que las disminuciones o aumentos de desempleo:
A medida que aumenta el desempleo,
- una reducción en el efecto multiplicador creado por la circulación de dinero de los empleados
- desempleados pueden caer fuera de la fuerza de trabajo (dejar de buscar trabajo), después de lo cual ya no se cuentan en las estadísticas de desempleo
- trabajadores empleados pueden trabajar menos horas
- la productividad del trabajo puede disminuir, tal vez porque los empleadores retienen más trabajadores de los que necesitan

Una de las consecuencias de la ley de Okun es que un aumento en la productividad del trabajo o un aumento en el tamaño de la fuerza de trabajo puede significar que la producción neta real crece sin caer las tasas de desempleo neto (el fenómeno de "crecimiento sin empleo")

## La derivación de la forma de la tasa de crecimiento de la ley de Okun
Empezamos con la primera forma de la ley de Okun:
{\displaystyle ({\overline {Y}}-Y)/{\overline {Y}}=1-Y/{\overline {Y}}=c(u-{\overline {u}})}
{\displaystyle -1+Y/{\overline {Y}}=c({\overline {u}}-u).}
Tomando diferencias anuales en ambos lados, obtenemos
{\displaystyle \Delta (Y/{\overline {Y}})=(Y+\Delta Y)/({\overline {Y}}+\Delta {\overline {Y}})-Y/{\overline {Y}}=c(\Delta {\overline {u}}-\Delta u).}
Poniendo ambos numeradores sobre un denominador común, obtenemos
{\displaystyle ({\overline {Y}}\Delta Y-Y\Delta {\overline {Y}})/({\overline {Y}}({\overline {Y}}+\Delta {\overline {Y}}))=c(\Delta {\overline {u}}-\Delta u).}
Multiplicando el lado izquierdo por {\displaystyle ({\overline {Y}}+\Delta {\overline {Y}})/Y,} que es aproximadamente igual a 1, se obtiene
{\displaystyle ({\overline {Y}}\Delta Y-Y\Delta {\overline {Y}})/({\overline {Y}}Y)=\Delta Y/Y-\Delta {\overline {Y}}/{\overline {Y}}\approx c(\Delta {\overline {u}}-\Delta u)}
{\displaystyle \Delta Y/Y\approx \Delta {\overline {Y}}/{\overline {Y}}+c(\Delta {\overline {u}}-\Delta u).}
Suponemos que {\displaystyle \Delta {\overline {u}}}, el cambio en la tasa natural de desempleo, es aproximadamente igual a 0. También suponemos que{\displaystyle \Delta {\overline {Y}}/{\overline {Y}}}, la tasa de crecimiento de la completa salida de empleo, es aproximadamente igual a su valor medio, {\displaystyle k}. Así se obtiene finalmente
{\displaystyle \Delta Y/Y\approx k-c\Delta u.}

## Utilidad de la ley de Okun
A través de la comparación entre los datos reales y la predicción teórica, la Ley de Okun ha demostrado ser una herramienta muy valiosa en la predicción de tendencias entre el desempleo y el PIB real. La Ley de Okun ha brindado una herramienta de política para evaluar los costos del desempleo. Sin embargo, la exactitud de los datos teóricamente demostrado a través de la ley de Okun en comparación con los números del mundo real resulta ser generalmente incorrecto. Esto es debido a las variaciones en el coeficiente de Okun. Muchos concluyen que la información demostrado por la Ley de Okun para ser aceptable hasta cierto punto. Además, algunos hallazgos han llegado a la conclusión de que la ley de Okun tiende a tener mayores tasas de exactitud de las predicciones a corto plazo, en lugar de predicciones a largo plazo. Los analistas han concluido que esto es cierto, debido a las condiciones del mercado no previstas que puedan afectar el coeficiente de Okun.
Como tal, la Ley de Okun es generalmente aceptable por los analistas como una herramienta para el análisis de tendencias a corto plazo entre el desempleo y el PIB real, en lugar de ser utilizado para el análisis a largo plazo, así como los cálculos numéricos precisos.